# لوتان

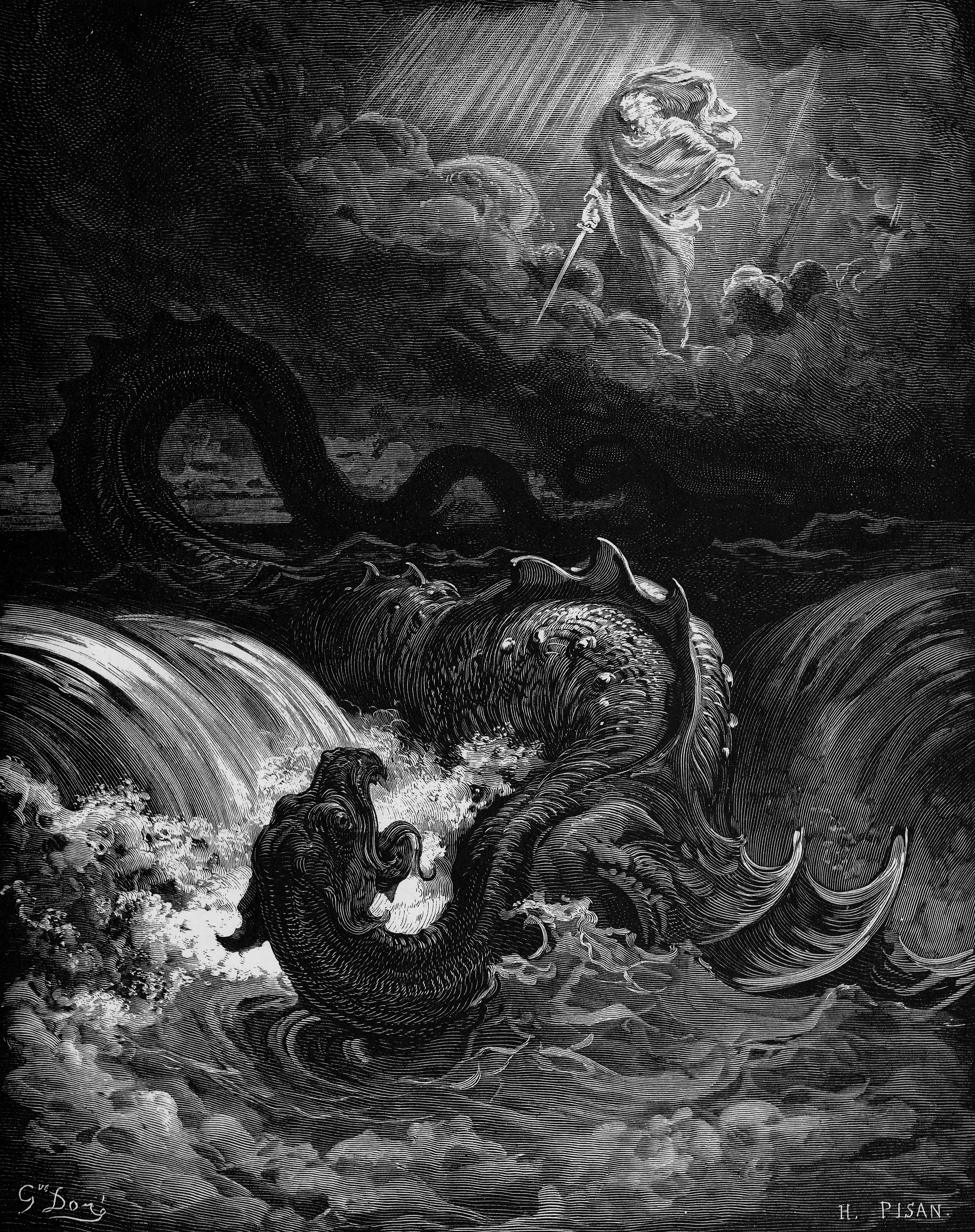
تدمير لويتان بواسطة غوستاف دوريه (1865)

لوتان (الأوغاريتية:   لتن، تلفظ لوتان ،  أو ليتان،  أو ليتانو،  تعني «ملتوي») هو خادم إله البحر يم هزم من قبل إله العاصفة بعل هدد في دورة البعل الأوغاريتية.  ربما بمساعدة أخته عنات.  يبدو أن لوتان قد تم تهيئته من قبل الثعبان تيمتم Têmtum الذي يظهر في الأختام السورية في القرنين الثامن عشر والسادس عشر قبل الميلاد،  ويجد منعكسًا لاحقًا في وحش البحر لوياثان ، الذي يشار إلى هزيمته على يد يهوه في كتاب أيوب في الكتاب المقدس وفي إشعياء 27: 1.   ذهب Lambert لامبرت (2003) إلى حد الزعم بأن إشعياء 27: 1 عبارة عن اقتباس مباشر من النص الأوغاريتي، مما يجعل تصحيح الأوغاريتي bṯn بطن «ثعبان» عبري nḥš نحش «ثعبان». 
لوتان (لتن) هو صياغة وصفية معنى «ملتوي»، يستخدم هنا كاسم مناسب.  الكائن نفسه له صفات متعددة، بما في ذلك «الثعبان الهارب» (بطن برح bṯn brḥ) وربما (مع بعض عدم اليقين الناجم عن ثغرات المخطوطات) «الثعبان المتلوي» (بطن عقلتن bʿn ʿqltn) و «الجبار ذو السبعة رؤوس»(شليذ د شبعت راش šlyṭ d.šbʿt rašm). 
اساطير: هدد يهزم لوتان، يهوه يهزم ليوياثان، مردوخ يهزم تعامت (إلخ) في أساطير الشرق الأدنى القديم هي أمثلة كلاسيكية على ميثولوجيا محاربة العماء البدئي ، تنعكس أيضًا في قتل زيوس لتيفون في الأساطير اليونانية  وصراع ثور ضد يورمونغاندر في غيلفاغينغن Gylfaginning القسم نثر إيدا.
نهر الليطاني الذي يمر عبر وادي البقاع في لبنان سمي باسم لوتان حيث يعتقد أن النهر هو تجسيد للإله. 

## أدبيات
- Barker، William D. (2014)، "Litan in Ugarit"، Isaiah's Kingship Polemic: An Exegetical Study in Isaiah 24–27، Tübingen: Mohr Siebeck، ISBN:978-3-16-153347-1، مؤرشف من الأصل في 2022-08-13.
- Baumgarten، Albert I. (1981)، The Phoenician History of Philo of Byblos، Leiden: E.J. Brill، ISBN:90-04-06369-2، مؤرشف من الأصل في 2022-08-17.
- Herrmann، Wolfgang (1999)، "Baal"، في Toorn؛ Becking، Bob؛ Horst، Pieter Willem van der (المحررون)، Dictionary of Deities and Demons in the Bible, 2nd ed.، Grand Rapids: Wm. B. Eerdmans Publishing.
- Ogden، Daniel (2013). Drakon: Dragon Myth and Serpent Cult in the Greek and Roman Worlds. دار نشر جامعة أكسفورد. ص. 14. مؤرشف من الأصل في 2016-06-10.
- Uehlinger، C. (1999)، "Leviathan"، في Toorn؛ Becking، Bob؛ Horst، Pieter Willem van der (المحررون)، Dictionary of Deities and Demons in the Bible, 2nd ed.، Grand Rapids: Wm. B. Eerdmans Publishing.